# Butterfly (álbum de L'Arc~en~Ciel)
Butterfly é o décimo segundo álbum de estúdio da banda japonesa de rock L'Arc~en~Ciel, lançado em  8 de fevereiro de 2012. A canção "Good Luck My Way" foi usada como tema de encerramento do filme Fullmetal Alchemist: The Sacred Star of Milos. A edição limitada contém dois discos bônus, um deles sendo P'unk Is Not Dead, da banda alter-ego P'unk-en-Ciel e o outro Best Hit LEC, um documentário especial de 20 anos de carreira da banda.

## Recepção
Alcançou a primeira posição nas paradas da Oricon Albums Chart e vendeu cerca de 170.000 cópias em sua primeira semana.

## Faixas
Todas as letras escritas por Hyde, exceto a faixa 6, escrita por Yukihiro.
| N.º            | Título                   | Música         | Duração |  |
| 1.             | "Chase"                  | Ken e Hyde     | 4:25    |  |
| 2.             | "X X X"                  | Hyde           | 4:05    |  |
| 3.             | "Bye Bye Bye"            | Tetsuya        | 3:35    |  |
| 4.             | "Good Luck My Way"       | Tetsuya        | 4:36    |  |
| 5.             | "Bless"                  | Hyde           | 4:57    |  |
| 6.             | "Shade of Season"        | Yukihiro       | 4:11    |  |
| 7.             | "Drink It Down"          | Yukihiro       | 4:05    |  |
| 8.             | "Wild Flower"            | Ken            | 5:22    |  |
| 9.             | "Shine"                  | Tetsuya        | 4:03    |  |
| 10.            | "Nexus 4"                | Tetsuya        | 3:49    |  |
| 11.            | "Mirai Sekai" (未来世界) | Ken            | 3:19    |  |
| Duração total: | Duração total:           | Duração total: | 46:44   |  |

## Ficha técnica
- Hyde – vocais
- Ken – guitarra
- Tetsuya – baixo
- Yukihiro – bateria